# Rietlandpark

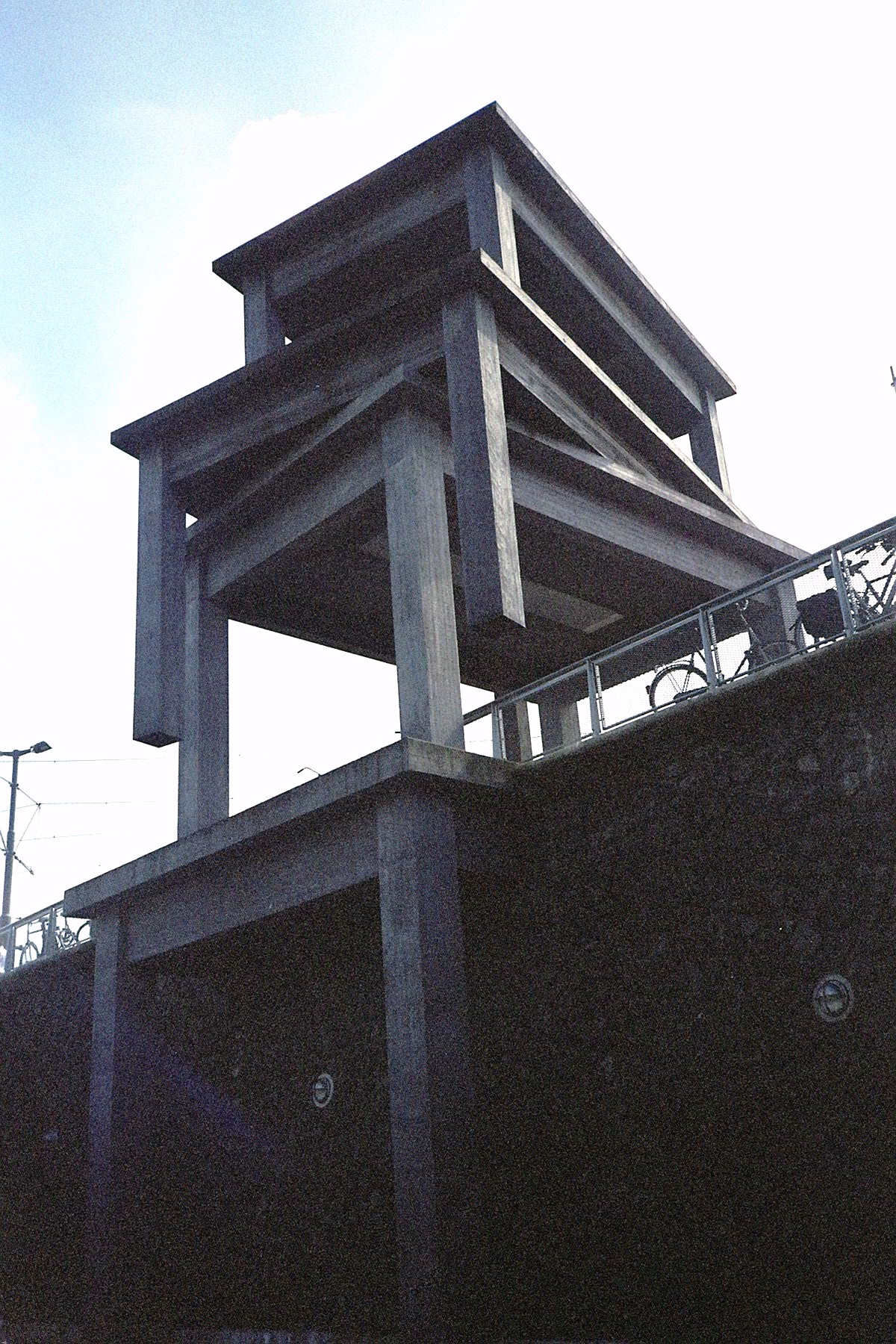
"Voor de bijen" van Frank Mandersloot

Het Rietlandpark in Amsterdam-Oost kreeg zijn naam in 2005 en is vernoemd naar de Stads Rietlanden. Dit was tot omstreeks 1880 een buitendijks onbebouwd, deels moerassig en met riet begroeid gebied. Eind 19e eeuw werden hier handelsterreinen en een rangeerterrein van de spoorwegen aangelegd als middelpunt van het Oostelijk Havengebied. Ook was hier tot aan de jaren veertig een locdepot van de Nederlandse Spoorwegen. In de jaren tachtig raakte het terrein buiten gebruik en werd omstreeks 1990 opgebroken.

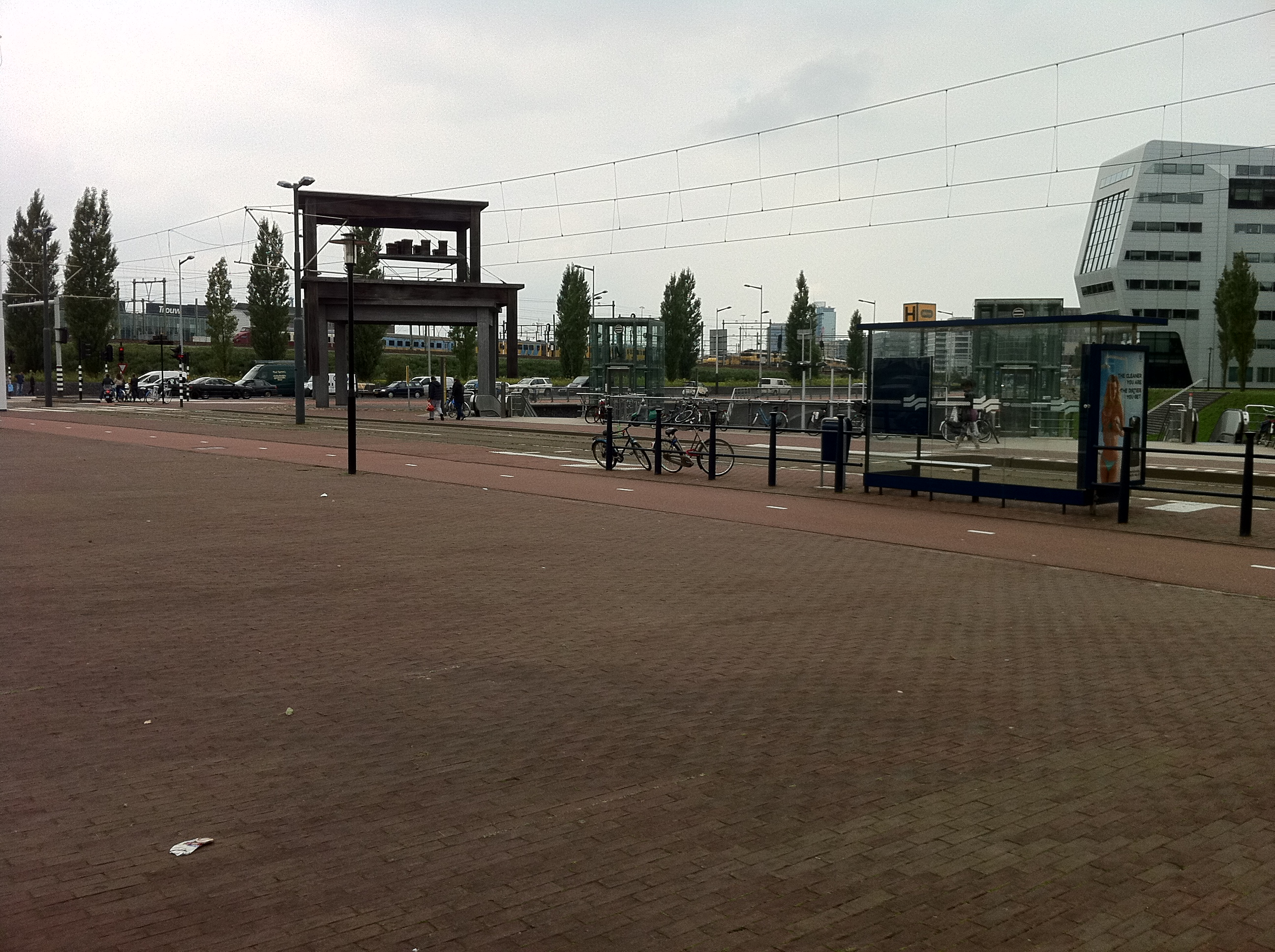
Rietlandpark juli 2011

 Sinds 1997 is hier de ingang van de Piet Heintunnel. Rond het kruispunt Panamalaan / Piet Heintunnel is een parkachtig terrein aangelegd. Sinds 2005 heeft de IJtram lijn 26 de laaggelegen halte Rietlandpark. In 2004 kwam er een nieuwe trambaan tussen de Czaar Peterstraat en het Azartplein boven het tracé van lijn 26. Deze kreeg een halte op straatniveau waar lijn 7 stopt. Naast het kruispunt en de tramhaltes staat Voor de bijen bestaande uit op elkaar gestapelde tafels met daarop bijenkasten.